# Listă de piese de teatru estone

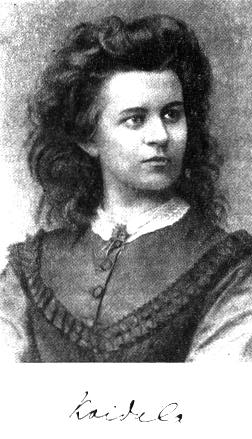
Lydia Koidula

Aceasta este o listă de piese de teatru estone în ordine alfabetică. Lydia Koidula este considerată fondatoarea teatrului în limba estonă.

## A
- Aja viide: estraadimonoloogid ja (1987), de Priit Aimla
- Ameerika Kristus (1926), de Hugo Raudsepp

## D
- Demobiliseeritud perekonnaisa (1923), de Hugo Raudsepp

## K
- Kikerpilli linnapead (1926), de Hugo Raudsepp
- Kohtumõistja Simson (1927), de Hugo Raudsepp
- Kummitus kummutis (1993, de Nikolai Baturin

## M
- Maret ja Miina (1870), de Lydia Koidula
- Mikumärdi (1929), de Hugo Raudsepp

## P
- Põrunud aru õnnistus (1931), de Hugo Raudsepp
- Püha Miikaeli selja taga (1928), de Hugo Raudsepp

## S
- Säärane mulk de Lydia Koidula
- Saaremaa Onupoeg (1870), de Lydia Koidula
- Siinai tähistel (1928), de Hugo Raudsepp
- Sinimandria (1927), de Hugo Raudsepp

## T
- Teemandirada. Mu ööde päevik (1986) de Nikolai Baturin

## V
- Vedelvorst (1932), de Hugo Raudsepp